# 布鲁内洛
布鲁内洛（義大利語：Brunello），是意大利瓦雷泽省的一个市镇。总面积1.64平方公里，人口1051人，人口密度640.9人/平方公里（2009年）。国家统计（ISTAT）代码为012023。